# Kanał Kawęczyński

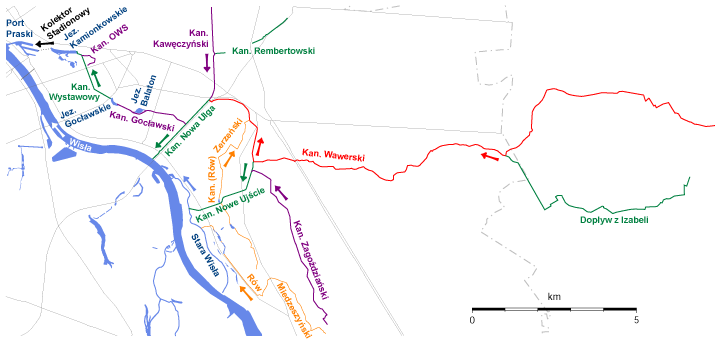
Kanały melioracyjne Niziny Wawerskiej – mapa.

Kanał Kawęczyński – kanał w Warszawie rozpoczynający się w Kawęczynie w dzielnicy Rembertów przy skrzyżowaniu ulic Krobińskiej i Chłopickiego i kończący się w dzielnicy Wawer tuż za granicą Pragi-Południe przy zbiegu ulicy Ostrobramskiej i Trasy Siekierkowskiej, gdzie uchodzi do Kanału Nowa Ulga w tym samym miejscu co Kanał Wawerski, część. .

## Opis
Kanał Kawęczyński przepływa m.in. przez rezerwat przyrody Olszynka Grochowska, gdzie łączy się z nim Kanał Rembertowski, część. , a wpada do Kanału Nowa Ulga wypływając spod Ostrobramskiej tuż przy granicy zespołu przyrodniczo-krajobrazowego „Zakole Wawerskie”.
W Kronice Warszawy z maja 1928 r. jest napisane, że ukończono już półtora kilometra kanału licząc od Kanału Kamionkowsko-Wawerskiego, czyli ujścia i że roboty będą kontynuowano jak tylko Dyrekcja kolejowa wykona przepust żelbetonowy pod linią kolejową Warszawa-Dęblin. Długość kanału miała wynosić 3 km.

## Galeria
| - Kanał Kawęczyński w rezerwacie Olszynka Grochowska - Olchy czarne wzdłuż kanału w rezerwacie Olszynka Grochowska - Kanał Kawęczyński na Gocławku |